# Mesodon thyroidus
Mesodon thyroidus é uma espécie de caracol terrestre, um molusco gastrópode da família Polygyridae.